# ニューヨーク・タイムズ・マガジン
ニューヨーク・タイムズ・マガジン（The New York Times Magazine）は、『ニューヨーク・タイムズ』紙の毎週日曜日の号に別冊（二部紙）として挿入されるサンデーマガジンである。
新聞本紙よりも長い特集記事が掲載され、多くの著名な執筆者が寄稿している。また、ファッションやスタイルに関連した写真も掲載されている。創刊以来掲載されている様々なパズルも、人気のコーナーとなっている。

## 歴史
創刊号は1896年9月6日に発行され、世界で初めて新聞に写真が掲載された。初期の数十年間は、今日のような別冊ではなく、新聞本紙の一部だった。これは、その年にニューヨーク・タイムズのオーナーとなったアドルフ・オックスによる、紙面の大規模な改革の一環だった。オックスは、フィクション、コミック・ストリップ、ゴシップコラムを本紙に掲載することを禁止し、これによりニューヨーク・タイムズを財政破綻から救ったと一般的に信じられている。1897年には、ヴィクトリア女王のダイヤモンド・ジュビリーを記録した写真を見開き16ページに渡って掲載した。この記事は大変な人気を博し、雑誌を成功へと押し上げた。
初期の頃から、W・E・B・デュボイスやアルベルト・アインシュタインから、現役の大統領や次期大統領まで、著名な寄稿者の文章を掲載するようになった。編集長のレスター・マーケルは、1920年代から1950年代にかけてのニューヨーク・タイムズ日曜版を指揮した「強烈で独裁的な」ジャーナリストであり、アイデアのフォーラムとしてのマガジンのアイデアを奨励した。マーケルの在職中、レフ・トルストイ、トーマス・マン、ガートルード・スタイン、テネシー・ウィリアムズなどの作家が同誌に寄稿した。1970年に本紙でOp-ed記事が導入されると、マガジンでは論説記事の掲載を次第に取りやめるようになった。
1979年には、ピューリッツァー賞を受賞したジャーナリスト、ウィリアム・サファイアの"On Language"（言語について）という英文法、用法、語源などの問題を論じたコラムの連載を開始した。サファイアのコラムは人気を博し、1990年には、マガジンの他のどのコーナーよりも多くの手紙が届くようになった。1999年には、ユーモア作家のランディ・コーエンによるアドバイスコラム"The Ethicist"（倫理学者）が連載を開始し、すぐに人気のコーナーとなった。2011年には、コーエンの後任としてアリエル・カミネールがコラムの執筆者となり、2012年にはチャック・クロスターマンがカミネールの後任となった。クロスターマンのコラムは2015年初頭に終了し、ケンジ・ヨシノ、エイミー・ブルーム、ジャック・シェーファーの3人による会話形式のコラムがそれに代わった。3か月後にシェーファーがクワメ・アンソニー・アッピアに交代し、2015年9月からはアッピア単独のコラムとなった。2004年から、ロブ・ウォーカーによる消費文化に関するコラムが始まった。
また、マガジンには、ウィル・ショートズが編集したクロスワードパズルのページもあり、他の種類のパズルもローテーションで掲載されている。
2010年9月、本紙の編集長ビル・ケラーは、マガジンの再活性化の一環として、マガジンの元編集部員で『ブルームバーグ ビジネスウィーク』誌の編集長だったヒューゴ・リンドグレーンをマガジンの編集者として採用した。リンドグレーンは、『O: オラフ・マガジン』誌のローレン・カーン編集長を副編集長に採用し、その後、『ニュー・リパブリック』誌のウェブサイト『TNR.com』のグレッグ・ヴェイス編集長を同誌の「フロント・オブ・ザ・ブック」コーナーの編集に採用した。2010年12月、リンドグレーンは、元『GQ』誌のストーリーエディターだったジョエル・ラヴェルを副編集長に採用した。

## 付録
2004年、ニューヨーク・タイムズ・マガジンは、スタイルに特化した付録の発行を開始した。『T』というタイトルのこの付録は、デボラ・ニードルマンが編集し、年14回発行されている。2009年には、独立した雑誌としてカタール版を創刊した。
2006年には、隔月で発行されるスポーツ雑誌『PLAY』と年2回発行される不動産雑誌『KEY』が開始された。

## 詩
アメリカ詩人賞受賞者のナターシャ・トレザウェイが、トーマス・トランストロンメル、カルロス・ピンタード、グレゴリー・パードロなどの詩人の詩を毎週選び、紹介している。

## パズル
マガジンでは、クロスワードパズルの日曜版を他のパズルと一緒に特集している。これは、創刊当初から人気のあるコーナーである。日曜版のクロスワードパズルは、他の曜日版のクロスワードパズルよりもマス目の数が多く、難易度が高くなっている。マガジンのパズルコーナーには、クロスワードの他に別のパズルが掲載され、その種類は毎週異なる。
これらのパズルは、NPRの番組『ウィークエンド・エディション』のパズルコーナーの司会者でもあるウィル・ショートズによって制作されている。

## ファニー・ページ
2005年9月18日号の編集後記で、文芸欄「ファニー・ページ」(The Funny Pages)の開始が発表された。このコーナーは、「我々がまだ試したことのない方法で読者を巻き込み、我々の時代の物語を語るには多くの異なるタイプの文章が必要であることを認識する」ことを意図したものだった。ファニー・ページは、ストリップ（複数週に渡る多部作グラフィックノベル）、サンデー・シリアル（複数週に渡る大衆文学の連載小説）、トゥルーライフ・テイルズ（毎週異なる著者によるユーモラスな個人エッセイ）の3つのパートから構成されていた。2007年7月8日、「トゥルーライフ・テイルズ」が中止された。
このコーナーは、面白くない、意味不明、高尚すぎると批判されてきた。ゴーカーが2006年に実施したアンケート調査では、「あなたは『ファニー・ページ』をファニーである（面白い）と一度でも思ったことがありますか?」という質問に対し、1824人の回答者の92%が「いいえ」と答えた。